# Річард Чізмар
Річард Томас Чізмар (англ. Richard Thomas Chizmar; нар. 21 грудня 1965, Форест-Гілл, Меріленд, США) — американський видавець, редактор, упорядник антологій, кінопродюсер, сценарист та письменник, що працює в жанрі горрор.

## Життєпис
Річард Чізмар народився 21 грудня 1965 року в Форест-Гілл, штат Меріленд. Закінчив Мерілендський університет.
У 1988 році заснував часопис «Cemetery Dance Magazine», який спеціалізується на темному фентезі та жахах. Любительський проєкт, згодом об'єднав навколо себе фанатів жахів та саспенсу, піднявся до рівня солідного видання, на сторінках якого публікуються історії як відомих сучасних класиків жанру, так і початківців.
В кінці 1980-х років Чізмар зайнявся письменницькою діяльністю. Тепер у його доробку близько 40 оповідань та дві авторські збірки.
У 1992 році Чізмар заснував видавництво «Cemetery Dance Publications», яке також спеціалізується на виданні літератури в жанрі жахів. 
Річард Чізмар є одним з авторитетних укладачів антологій, кількість яких наближається до тридцяти.
Разом з Джонатон Шеком, з яким вони заснували компанію «Chesapeake Films». Чізмар займається також продюсуванням фільмів. 
Річард Чізмар пише кіносценарії за творами відомих авторів жанру, таких як Стівен Кінг, Пітер Штрауб, Ед Ґорман, Бентлі Літтл. Також ними були написані сценарії для деяких епізодів серіалів «Майстри жахів» та «Втілення страху».

## Переклади українською
- Стівен Кінг, Річард Чізмар. «Пульт Ґвенді». Переклад з англійської: Б. Превіра. Ілюстрації: К.Міньйон. Харків: «Клуб Сімейного Дозвілля», 2017. — 160ст. Наклад: 6000 екз. ISBN 978-617-12-3921-0